# Milejów (Lublin)
Milejów is een dorp in het Poolse woiwodschap Lublin, in het district Łęczyński. De plaats maakt deel uit van de gemeente Milejów en telt 677 inwoners.